# Triángulo amoroso

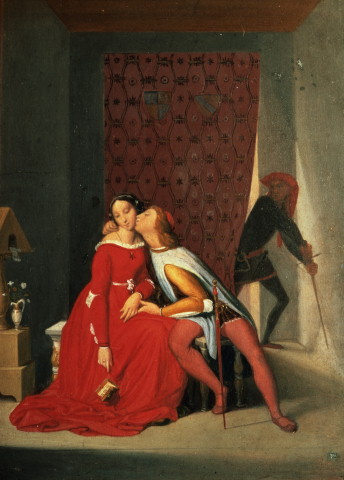
"Gianciotto descubre a Paolo y Francesca" por Jean Auguste Dominique Ingres ; representa the Divine Comedy

Un triángulo amoroso (también llamado triángulo de amor romántico o triángulo romántico) es por lo general una relación romántica en la que están implicadas tres personas. Normalmente implica que cada una de las tres personas tengan cierta relación con las otras dos. Las relaciones deben ser estrictamente románticas.
«Aunque el triángulo de amor romántico es formalmente idéntico a la tríada de la amistad, muchos han observado que sus implicaciones reales son muy diferentes [...] El amor romántico se ve típicamente como una relación exclusiva, mientras que la amistad no». Las estadísticas sugieren que en la sociedad occidental, «conscientemente o no, la mayoría de los adultos han estado implicados en un triángulo amoroso».
Se han distinguido dos tipos principales de triángulo amoroso: «El triángulo competitivo, en el que el amante compite con un rival por el amor de la persona a la que quiere, y el triángulo del objeto-dividido, en el que un amante divide su atención entre las dos personas amadas».

## Historia y definiciones
El término «triángulo amoroso» implica generalmente una situación inadecuada para una o más de las personas implicadas. Una persona termina normalmente sintiéndose traicionada en algún momento. Por ejemplo, «la Persona A está celosa de la persona C, que está teniendo una relación con la persona B, para quien a los ojos de A, B es “su” persona». Una situación similar acordada entre todas las partes se llama a veces una tríada, un tipo de poliamor, aunque el poliamor implica generalmente relaciones sexuales. En un contexto de monogamia, los triángulos amorosos son intrínsecamente inestables, y el amor no correspondido y los celos son temas comunes. Aunque raramente, los triángulos amorosos han llegado a conducir al asesinato o suicidio del amante rechazado o el actual.
El psicoanálisis ha explorado «el tema de los triángulos de amor eróticos y sus raíces en el triángulo de Edipo». La experiencia sugiere que «un patrón repetido de formar o de ser pillado en un triángulo amoroso puede disolverse comenzando por analizar los patrones de la relación de la niñez con cada padre a su vez y con ambos padres como pareja». En tales casos, «se encuentran hombres a los que solo los atraen mujeres casadas, pero quienes no pueden sostener la relación si amenaza con convertirse en más que una aventura. Necesitan al marido para protegerlos de una relación completa [...] como las mujeres que se citan en varias ocasiones con hombres casados necesitan a las esposas».

### Temas comunes
Un triángulo amoroso común es uno en el que el héroe o la heroína se debate entre dos pretendientes de personalidades radicalmente opuestas; una de la chica de al lado o el tipo del chico agradable, y la otra, como una persona físicamente atractiva pero potencialmente peligrosa. O bien, el héroe o la heroína tiene una opción entre un amante supuestamente perfecto y otro imperfecto pero adorable. En este caso, el «demasiado bueno para ser verdad», a menudo, resulta tener un defecto importante, como la insensibilidad oculta o la lujuria, que hace que la otra persona se convierta en el compañero más deseable. 

### Triángulo eterno
«En términos geométricos, el triángulo eterno puede ser representado como la comprensión de tres puntos - un compañero celoso (A) en una relación con una pareja infiel (B) quien tiene un amante (C) [...] A se siente abandonado, B está entre dos compañeros, y C es un catalizador de la crisis de la unión A-B».
Se ha dicho que «una red conspirativa es siempre necesaria para mantener el triángulo eterno». Esto puede tomar una forma trágica —«yo no vi ninguna perspectiva de su final excepto la muerte—, la muerte de una de las tres personas», o bien una cómica: «Un hombre en el entierro de la esposa de un amigo, con quien él ha tenido una aventura, rompe a llorar y finalmente se pone histérico, mientras el marido permanece indiferente. «Tranquilo», dice el marido, «me casaré otra vez».

### Homosociabilidad
Se dice que si los hombres «comparten amistad y aceptan a una mujer en su relación, se crea un triángulo isósceles automáticamente», como en la película de Truffaut Jules y Jim. René Girard ha analizado el papel de la envidia y el deseo mimético en tales relaciones, y argumentó que a menudo la situación «subordina a alguien algo deseado con que disfruta de una relación privilegiada». En tal caso, «no es justo culpar a la mujer por el desacuerdo de los gemelos miméticos... Ella es su cabeza de turco común».

### Ruptura del matrimonio
Cuando un triángulo amoroso causa la ruptura de un matrimonio, a menudo esta va seguida por lo que se ha llamado «la imposición de la “profanación taboo”...la demanda emocional impuesta por una ex pareja celosa para evitar cualquier tipo de contacto amistoso o de apoyo con el rival del triángulo». El resultado puede llevar consigo al abandono de los niños atrapados en «las sombras del pasado... de las que toman partido». Sus lealtades se rasgan, y —en el mejor de los casos— «el “herido” fácilmente puede influir en los sentimientos de los niños contra esta nueva relación».
En cuanto a la responsabilidad de género, pruebas parecerían indicar que en la tardía modernidad ambos sexos igualmente pueden interpretar jugar la parte de «otra persona», ese amor de «hombres y mujeres con la misma pasión así como la locura», y por esto seguramente no hay nada que «sugiera que un hombre está mejor capacitado para controlarse en un triángulo amoroso que una mujer».
Aquellos que se encuentran a sí mismos tentados para ser el «otro hombre», pueden, sin embargo, encontrar todavía un consejo cínico de los años treinta centrado en «la posición emocional del adúltero y por qué evitarlo [...] ¿Sabía cuál era el juego de una taza? No. “El juego de una taza” dijo, “rompe tu espalda a media noche, tratando que la esposa de otro hombre venga”».

## Entretenimiento
Los triángulos amorosos son un tema popular en entretenimiento, especialmente en ficción romántica, incluyendo la ópera, las novelas románticas, telenovelas, comedias románticas, manga, tertulias sensacionalistas y música popular.

### Ficción
Eric Berne denomina ese aspecto conflictivo del triángulo amoroso «Let's You and Him Fight» («Vamos a usted y él pelean»); y consideró que «la psicología es esencialmente femenina. Debido a sus cualidades dramáticas, LYAHF es la base de gran parte de la literatura mundial, tanto buena como mala».
La literatura juvenil ha visto un aumento en la popularidad de estructuras de historias de triángulos amorosos (como Crepúsculo o Los Juegos del Hambre). Pero la estructura de las historias de triángulos amorosos ha existido desde antes de principios de los escritores clásicos como William Shakespeare y Alejandro Dumas. 
En la famosa obra de Shakespeare, Romeo y Julieta aparece un triángulo amoroso entre Julieta, Romeo y París. Aunque es más sutil, los clásicos de Dumas El Conde de Montecristo y Los tres mosqueteros también disponen de triángulos amorosos suficientemente fuertes como para buscar venganza y empezar una guerra.
Los triángulos amorosos pueden ser o bien relativamente equilibrados, en los que cada candidato tiene una oportunidad justa de acabar con el protagonista, o pueden ser desequilibrados, en los que el héroe o la heroína tiene un interés romántico evidente por uno de los candidatos, y considera al otro candidato como «solo un amigo», pero contiene una confesión para evitar sentimientos dañinos. Un ejemplo de esto es en el éxito del Perverso Musical de Broadway, en el que el poco iluminado Fiyero muestra primero afecto por Glinda, la Bruja Buena, pero luego se enamora de Elphaba, la bruja supuestamente Perversa. Pero en este último caso, para proporcionar la tensión y el drama necesario, el segundo candidato platónico es también muy a menudo el héroe o a largo plazo novio de heroína o novia. [cita requerida]
Un triángulo amoroso menos permanente se produce cuando un examante de la protagonista hace una aparición inesperada para volver a ganar el corazón del personaje, provocando sentimientos de celos en la pareja estable del personaje principal. Sin embargo, esta situación no se considera habitualmente un real triángulo de amor ya que hay poca posibilidad de que el personaje principal rompa con una pareja de mucho tiempo para perseguir a un personaje que se acaba de presentar, y se utiliza a menudo como sólo una prueba de la verdadera profundidad de la devoción del protagonista por su pareja. En estos casos, la pareja a largo plazo es generalmente culpable de negligencia hacia el personaje principal y al final la relación se mantiene intacta con la pareja a largo plazo después de haber aprendido alguna lección valiosa.

### Televisión

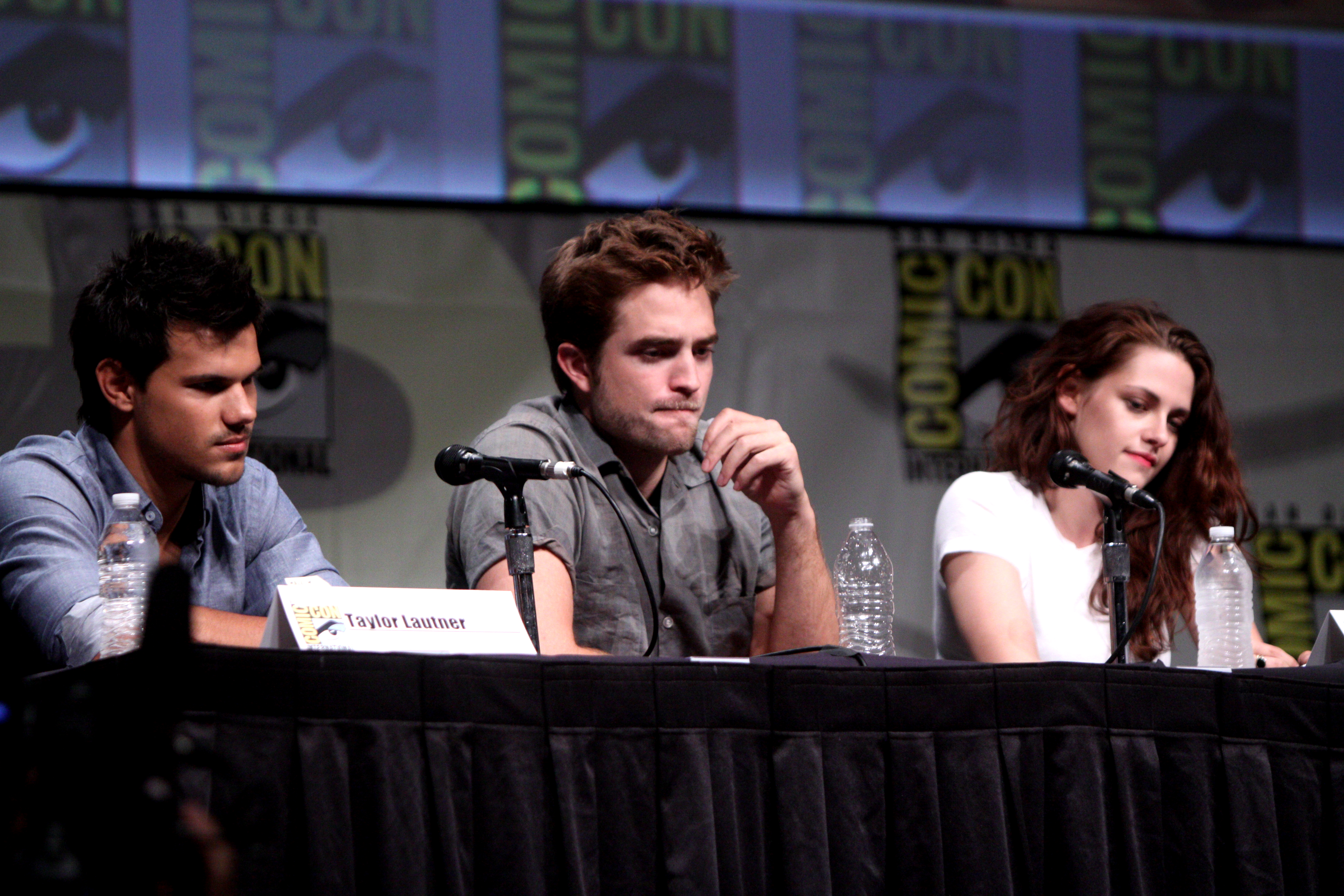
Los actores Taylor Lautner, Robert Pattinson y Kristen Stewart que encarnan el triángulo amoroso de la saga Crepúsculo

Por lo general, el triángulo amoroso acaba con el héroe o la heroína confesando sus sentimientos al pretendiente que considera que es más virtuoso o tiene más sentimientos hacia él o ella (tal y como sucede en Crepúsculo o Los juegos del hambre). El otro pretendiente, o bien se hace a un lado para permitir que la pareja sea feliz, o bien hace frente a sus sentimientos y afirma que nadie puede amarle más que él. También puede suceder que desaparezca de la ecuación amorosa por completo ya que se enamora de otra persona, o muere, o se le elimina de alguna otra manera. A pesar de que se puede considerar que los triángulos amorosos son clichés, si se hacen bien, pueden proporcionar una claro reflejo de la complejidad del amor y de aquello que es más importante en una relación amorosa. 
En las series de televisión, el triángulo amoroso se prolonga y de este modo se retrasan las declaraciones de amor entre el personaje pretendido y los pretendientes. Esto puede hacer que estas dinámicas acaben antes de tiempo o acaben disgustando a los fanes. Algunas de las series que reflejan esta situación son 90210, Cómo conocí a vuestra madre, Crónicas vampíricas y Anatomía de Grey. Asimismo, las películas románticas también mantienen esta trama casi hasta el final de la película, aunque a veces tienden a mostrar una conclusión más clara de cómo acaba el lío amoroso que las series de televisión largas. Los triángulos amorosos son también un tema muy recurrente en los argumentos de las telenovelas, así como en los tabloid talk shows, como por ejemplo The Jerry Springer Show, programas en los que se muestran historias de personas reales pero extrañas, historias semejantes a las que se ven en las telenovelas: infidelidad, engaños y, a veces, violencia.

### Música
Varios artistas han producido canciones que se basan en triángulos amorosos, particularmente la cantante de country Loretta Lynn, a quien se le atribuyen numerosas canciones que tratan este tema, como por ejemplo “You Ain't Woman Enough” y “Fist City”. Otras canciones conocidas sobre este tema son “The Girl Is Mine” de Michael Jackson y Paul McCartney; “Make No Mistake, She's Mine” de Kenny Rogers y Ronnie Milsap; “Does He Love You” de Reba McEntire y Linda Davis; “Bizarre Love Triangle” de New Order; “Jolene” de Dolly Parton; “She's All I Got” de Johnny Paycheck; y “The Girl of My Best Friend” y “U.S. Male” ambas canciones de Elvis Presley. 
Taylor Swift, en su álbum de folk realizó una trilogía de 
canciones consistida en la perspectiva de cada uno de los involucrados de un triángulo amoroso: <<cardigan>> desde la mujer engañada, <<betty>> desde el novio infiel arrepentido pero testarudo, y <<august>> desde el punto de vista de la amante.
Bob Dylan proporciona un desenlace violento de «las intrigas sexuales de Lily, Rosemary y el Jota de corazones, en las diferentes manifestaciones de su trío».

### Bloomsbury
El Círculo de Bloomsbury no creó de manera atípica algunas inusuales formas de triángulos amorosos. Así, por ejemplo, Vanessa Bell «se vio atrapada en medio de una tensa relación triangular con Duncan Grant y su amado David Garnett, dando lugar, de este modo, a un intenso triángulo de amor y atracción».

## Términos relacionados

### Ménage à trois
No debemos confundir un triángulo amoroso con un ménage à trois, una relación de tres personas en la cual todos los miembros salen juntos sin tener ningún conflicto amoroso. Ménage à trois es un término francés y se traduce literalmente como ‘hogar de tres’, esto se entiende normalmente como una situación compuesta por una pareja casada y un amante que viven juntos y mantienen relaciones sexuales. Se diferencia del triángulo amoroso porque cada miembro está igualmente motivado por puros deseos sexuales. El ménage à trois se puede considerar un subconjunto de ‘’ El emparedado [...] una operación directa de tres que puede ser llevada a cabo con todo tipo de combinación de sexos: tres hombres, tres mujeres, dos hombres y una mujer (ménage à trois) o dos mujeres y un hombre («el sándwich del turista»).
Hay también la posibilidad de un ménage à trois impulsado por la pasión del odio.

### Rectángulo amoroso
Un rectángulo amoroso (también llamado cuadrángulo) es un término en cierto modo gracioso que se usa para describir una relación romántica que implica a cuatro personas, análogo al típico triángulo amoroso de tres lados. Muchas personas usan este término para definir una relación amorosa entre dos personas que se complica por el interés romántico de dos otras personas o una persona que es complicada por los intereses románticos de otras tres personas, pero se usa más frecuentemente para las relaciones en las que hay más conexiones. Como mínimo, los personajes masculinos normalmente tienen o tuvieron relación con ambos personajes femeninos. Estas conexiones no tienen porque ser sexuales; pueden ser amigos o familiares. Ambos, hombres y mujeres, puede también ser amigos, familiares (normalmente hermanos) o enemigos.
Los rectángulos amorosos tienden a ser más complicados que los triángulos amorosos. Normalmente usan su enredada relación como una fuente de humor. Pueden, sin embargo, ser un spin-off del triángulo amoroso principal, donde como un argumento secundario, A intenta conseguir el amor de B, y se introduce entonces una cuarta persona (D). De manera similar extraño es el marido en Room for two, del Marqués de Sade, donde la ingeniosa y guapa heroína sale de viaje para encontrar «dos asistentes para su marido», desconocidas entre ellas; y que, al ser descubierta por una de la asistente con la otra, dice: «No nos moleste, mi amiga, y tome asiento en lo que está a su izquierda; puede ver fácilmente que hay espacio para dos».
Un ejemplo de rectángulo amoroso en literatura clásica ocurre en El sueño de una noche de verano, de William Shakespeare, entre los personajes de Lysander, Demetrius, Helena y Hermia. El padre de Hermia le ha asegurado la mano de su hija a Demetrius, pero Hermia ama a Lysander, y los dos huyen, intentando escaparse. Demetrius persigue a la pareja, y Helena persigue a Demetrius, al que siempre ha amado. El hada Puck, cuando intenta usar la magia para resolver esta situación, temporalmente transfiere el cariño de los dos hombres a Helena. Más tarde, el amor alterado de Lysander lo recupera Hermia. Demetrius, ahora enamorado de Helena, retira su atención a Hermia, y ambas parejas se casan. Otro cuadrángulo amoroso ocurre en Così Fan Tutte, de Mozart, donde los personajes femeninos Dorabella y Fiordilgi (hermanas) son las novias de Ferrando y Gugliemo, respectivamente, y al final de la opera «accidentalmente» se cambian los novios.

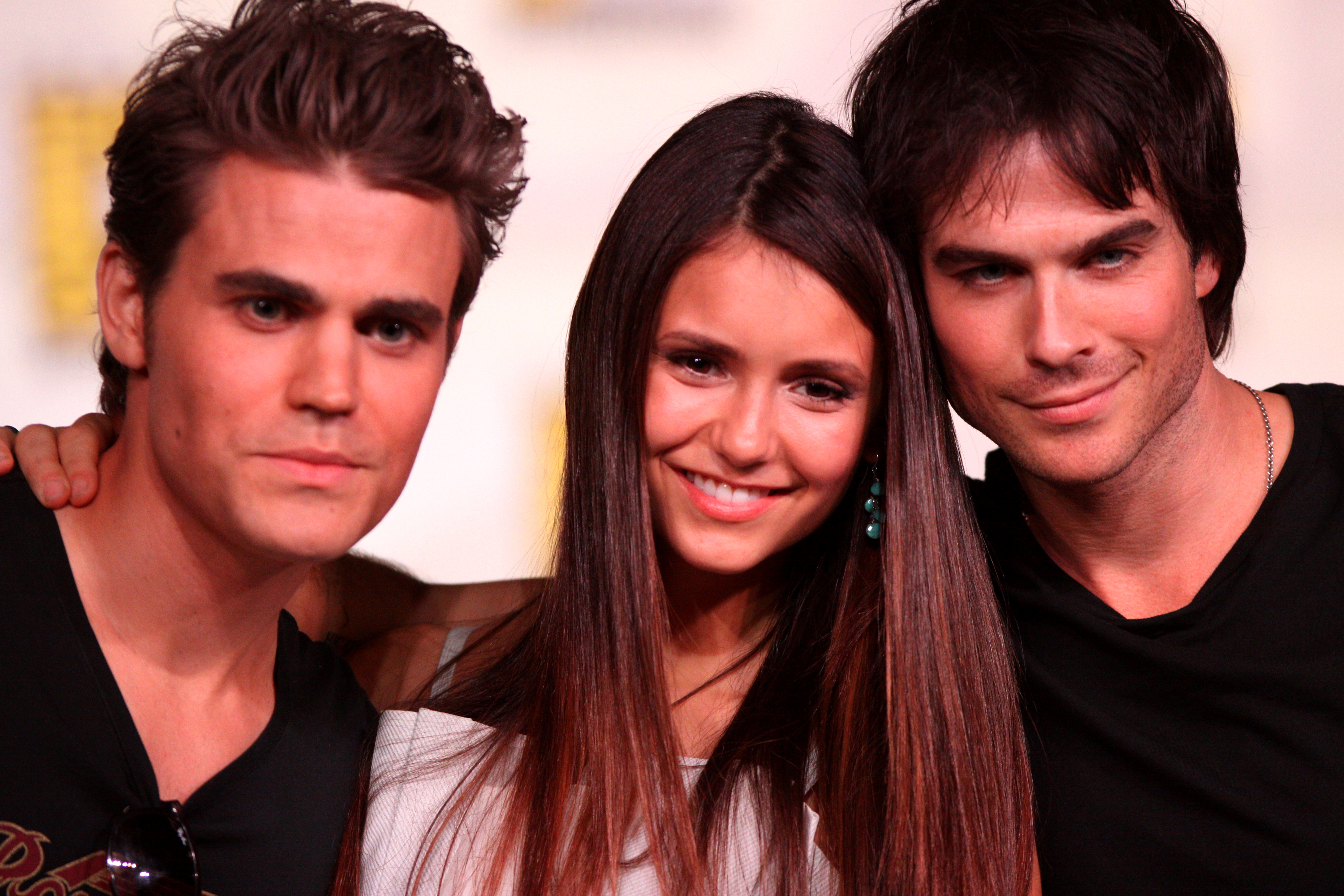
Nina Dobrev con los coprotagonistas de Vampire Diaries Paul Wesley (Stefan) y Ian Somerhalder (Damon) en la Comic-Con International de San Diego en el 2012.

El rectángulo amoroso es un concepto muy popular en programas de televisión como Lost (Jack Shephard/Kate Austen/James "Sawyer" Ford/Juliet Burke), True Blood (Bill Compton/Sookie Stackhouse/Eric Northman/Alcide Herveaux), That '70s Show (Kelso/Jackie/Hyde/Laurie), One Tree Hill (Lucas/Peyton/Nathan/Brooke), The Vampire Diaries (Stefan/Elena/Damon/Katherine) y en la novela de ABC Love Lives (Megan/Joey/Andrea/Collin). También es un tema muy común en muchos manga y anime, un subgénero conocido como harén en el que muchos personajes están enamorados del protagonista.
Para otros términos, la palabra «amor» se puede prefijar a otros polígonos con el número apropiado de vértices, para reflejar una relación romántica que envuelve a más personas, como por ejemplo, «pentágono amoroso» o «hexágono amoroso».